# Гришковский сельсовет
Гришковский сельсовет — сельское поселение в Немецкий национальном районе Алтайского края Российской Федерации.
Административный центр — село Гришковка.

## История
Статус и границы сельского поселения установлены Законом Алтайского края от 2 декабря 2003 года № 64-ЗС «Об установлении границ муниципальных образований и наделении их статусом сельского, городского поселения, городского округа, муниципального района».

## Население
| 1997  | 1998  | 1999  | 2000  | 2001  | 2002  | 2003  | 2004  | 2005  | 2006  |
| ----- | ----- | ----- | ----- | ----- | ----- | ----- | ----- | ----- | ----- |
| 1652  | ↗1702 | ↘1674 | ↘1665 | ↘1599 | ↗1602 | ↘1581 | ↘1538 | ↗1573 | ↘1540 |
| 2007  | 2008  | 2009  | 2010  | 2011  | 2012  | 2013  | 2014  | 2015  | 2016  |
| ↗1602 | ↗1607 | ↘1549 | ↘1390 | ↘1388 | ↘1381 | ↘1373 | ↘1323 | ↘1322 | ↗1330 |
| 2017  | 2018  | 2019  | 2020  | 2021  |       |       |       |       |       |
| ↘1310 | ↘1277 | ↗1279 | ↘1275 | ↘1256 |       |       |       |       |       |

### Национальный состав
По результатам Всероссийской переписи населения 2010 года, численность населения муниципального образования составила 1390 человек, в том числе 679 мужчин и 711 женщин.

## Состав сельского поселения
| № | Населённый пункт | Тип населённого пункта       | Население |
| - | ---------------- | ---------------------------- | --------- |
| 1 | Гришковка        | село, административный центр | ↘1256     |